# Estación de Mairie d'Ivry
La estación de Mairie d'Ivry (en español: ayuntamiento de Ivry) es una estación del metro de París situada en la comuna de Ivry, al sur de París. Es uno de los terminales de la línea 7 y terminal del ramal de Ivry, uno de los dos ramales en los que se divide la parte sur de la línea. 

## Historia
La estación fue inaugurada el 1 de mayo de 1946 mucho después de la conclusión del túnel de acceso a Ivry que data de 1939 ya que la Segunda Guerra Mundial no permitió concluir las obras hasta después de la Liberación.

## Descripción
Es una estación subterránea, de diseño clásico, compuesta por tres vías y dos andenes ordenados de la siguiente forma: a-v-v-a-v. Su estructura se completa con otras tres vías de garaje.